# Bund für Freies Christentum
Der Bund für Freies Christentum ist ein 1948 in Frankfurt am Main gegründeter Zusammenschluss überwiegend protestantischer Christen, die sich für eine persönlich verantwortete, undogmatische, weltoffene Form des christlichen Glaubens einsetzen und dabei ein breites Spektrum von Auffassungen zu integrieren suchen. 
Nach der International Association for Religious Freedom hatte der Bund für Freies Christentum 1999 160 Einzelmitglieder, dazu die als Gemeinschaft beigetretene Tempelgesellschaft mit 700 Mitgliedern.
Erster Ehrenpräsident des Bundes war Albert Schweitzer (1875–1965).

## Geschichte
Einige namhafte liberale Theologen im Ersten Weltkrieg waren bekennende Deutschnationale. In der Zeit des Nationalsozialismus unterstützten sie dann durch ihre kirchenkritische Haltung, die Ablehnung eines Führungsanspruches der Kirche und durch ihre kritische Einstellung gegenüber einer Konfessionalisierung und Klerikalisierung offen die NS-Kirchenpolitik. Etliche liberale Christen waren als „Deutsche Christen“ aktiv und erstrebten im Kirchenkampf eine Synthese zwischen Christentum und Nationalsozialismus. 
Im Nachkriegsdeutschland wurde der „Bund für Freies Christentum“ im Zuge des „Deutschen Kongresses für Freies Christentum“ vom 21. bis 23. September 1948 in Frankfurt am Main gegründet. In den Gründungsjahren waren auch etliche Theologen der Deutschen Christen (DC) im Bund für Freies Christentum engagiert. Die Gründung passierte genau einen Monat nach der des progressiv geprägten Ökumenischen Rates der Kirchen (ÖRK). Der ÖRK wurde am 23. August 1948 in Amsterdam gegründet. Der Bund hatte zunächst den Anspruch, eine große Verbreitung zu finden und sich als Alternative zum ÖRK zu etablieren, sah sich aber mit seiner als „liberale Theologie“ bezeichneten Ausrichtung im Hintertreffen hinter der die Kirchen prägenden dialektischen Theologie von Karl Barth.
Folgende Präsidenten standen und stehen dem Bund vor: Walter Bülck (1948–1952), Georg Wünsch (1953–1960), Rudolf Daur (1960–1970), Ulrich Mann (1970–1986), Udo Tworuschka (1987–1995), Hans-Hinrich Jenssen (1995–2002) und Werner Zager (seit 2002). Zu den herausragenden Vertretern des Bundes zählen Gustav Mensching (1901–1978), Paul Tillich (1886–1965) und Paul Schwarzenau (1923–2006).

## Publikationen
Der sich als „Forum für offenen religiösen Dialog“ verstehende Bund gibt die sechsmal jährlich erscheinende Zeitschrift Freies Christentum. Auf der Suche nach neuen Wegen heraus, die etwa 330 Abonnenten hat, außerdem die „Arbeitstexte“.